# Eva Rydén
Eva Margareta Rydén, född 24 december 1965 i Västra Skrävlinge församling i Malmö, är en svensk operasångare (dramatisk sopran).
Eva Rydén har studerat i Salzburg, på musikhögskolan och på Operahögskolan vid universitetet Mozarteum för Prof. Rudolf Knoll och Prof. Horiana Branisteanu. Även flera års privata sångstudier för bland andra operasångerska Karin Mang-Habashi i Malmö. Hon hade även Birgit Nilsson som mentor under många år. Hon har erhållit det stora sångpriset Gianna Szel med motiveringen "För den bästa och för den vackraste rösten". Hon debuterade internationellt vid Bayreuthfestspelen 2000 som Helmwige i Richard Wagners Valkyrian under Giuseppe Sinopolis ledning. Samma opera har hon också sjungit i Danmark 2005 vid Den Ny Opera, då som Ortlinde.
Hon har uppträtt som konsertsångerska i flera länder i olika sammanhang inte minst vid festivaler såsom Probaltica Festival 1999 i Polen där hon representerade Sverige. Hon  har även sjungit solistpartier som alt i oratorier. Hon har bland annat gjort en Richard Wagner-konsert 2005 i Malmö. Eva Rydén var den första att hålla minneskonsert för Birgit Nilsson "ur Birgit Nilssons repertoar" i hennes Museum i Svenstad, Båstad 2010. Under 2012 turnerade hon runt om i Sverige som Tosca. Har sjungit mer Wagner under senare år i Tyskland, bland annat i Freiburg och även varit solist vid bland annat Piteå Festival 2014.
Eva Rydén har också mottagit ett flertal stipendier från Stora Ausländerstipendiet i Salzburg, Fredrika Bremer, Carl Jönssons Fond, Crafoords Foundation, Frimurarlogen, TSO - Thorsten Tegstam stipenidat.

## Scenframträdanden
- Valkyrian som Helmwige vid Bayreuthfestspelen
- Stolthet och fördom som Mrs Benneth vid Skånska Operan
- Valkyrian som Ortlinde vid Den Ny Opera, Danmark
- Princess Zade som Princess Zade vid Lunds Stadsteater
- Figaros bröllop som Marcellina vid Skånska Operan
- Tosca som Tosca med EuStars